# Михајло Палеолог (син цара Андроника III)
Михаило Палеолог (грч. Μιχαήλ Παλαιολόγος; рођен 1337. године), био је други син византијског цара Андроника III Палеолога (владао 1328–1341. године).
Мало се зна о Михајловом животу. Рођен је 1337. године, за време владавине свог оца, и стога је назван порфирогенит. Негде пре смрти цара Андроника III 1341. године, Михаилу је додељена врховна дворска титула деспота. Године 1351/52, када је његов старији брат, цар Јован V Палеолог (1341–1391), водио борбу за престо са царем - савладаром Матијом Кантакузином, цар Јованом V, који је тражио помоћ од српског цара Стефана Душана (1331). –1355), послао га је као таоца на српски двор. Након тога извори га више не помињу.